# ホテルグランヴィア大阪
ホテルグランヴィア大阪（ホテルグランヴィアおおさか、英: Hotel Granvia Osaka）は、大阪府大阪市北区梅田の大阪ステーションシティ・サウスゲートビルディング内にあるJR西日本ホテルズのシティホテル。JR大阪駅や大丸梅田店と直結している。

## 概要
1983年5月1日に「大阪ターミナルホテル」として開業し、1995年3月25日に「ホテルグランヴィア大阪」と改称した。当ホテルが入居しているサウスゲートビルディングの地下2階から15階は大丸梅田店になっている。
サウスゲートビルディング27階はスカイレストランとなっていたが、2011年2月28日で閉鎖され、2012年4月17日に当ホテルのエグゼクティブフロア「グランヴィアフロア」としてオープンした。

## 施設概要
- 大阪ターミナルビル地下3階、1階（ロビー）、19階 - 27階
- 延床面積：32,772 m2
- 総客室数：716室

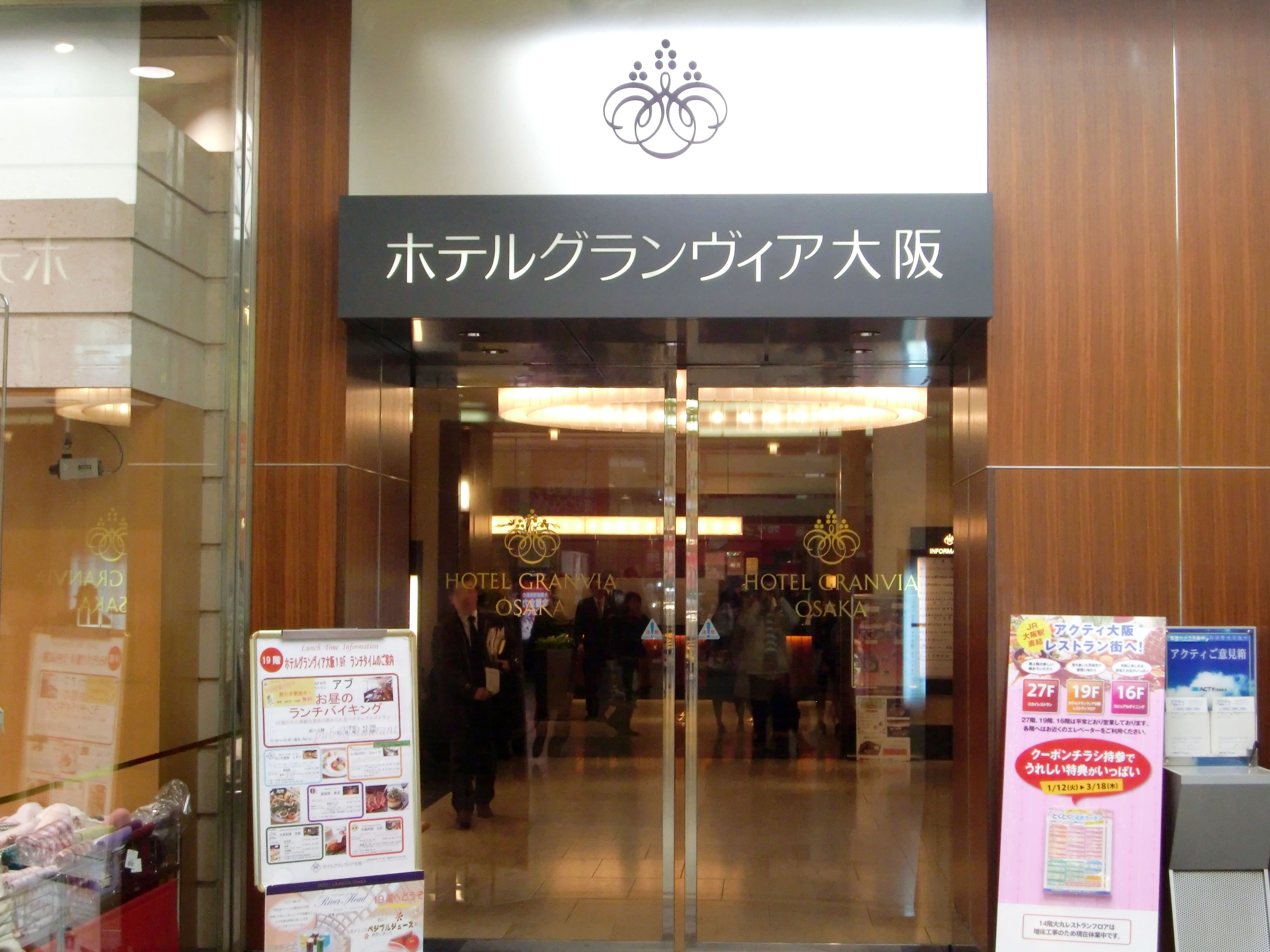
1Fにあるエントランス

## 交通
JR大阪駅に直結しているほか、地下鉄四つ橋線西梅田駅や阪神本線大阪梅田駅からも至近距離にある。
- JR大阪駅 直結（中央改札口より徒歩1分）
- 地下鉄四つ橋線西梅田駅 徒歩2分
- 阪神本線大阪梅田駅 徒歩2分
- Osaka Metro御堂筋線梅田駅 徒歩3分